# Dermocybe canaria
Dermocybe canaria är en svampart som beskrevs av E. Horak 1988. Dermocybe canaria ingår i släktet Dermocybe och familjen spindlingar.   Inga underarter finns listade i Catalogue of Life.

## Bildgalleri

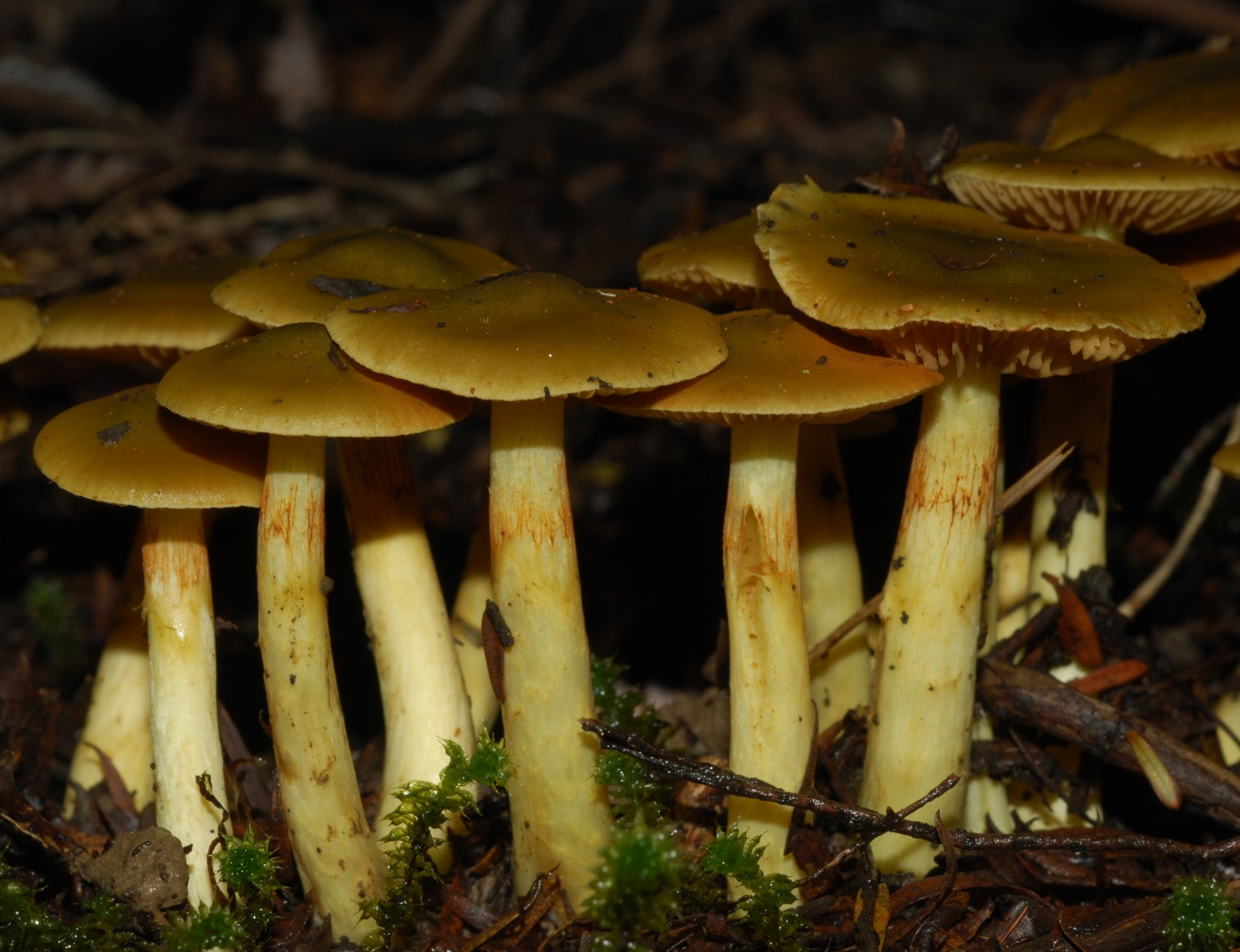
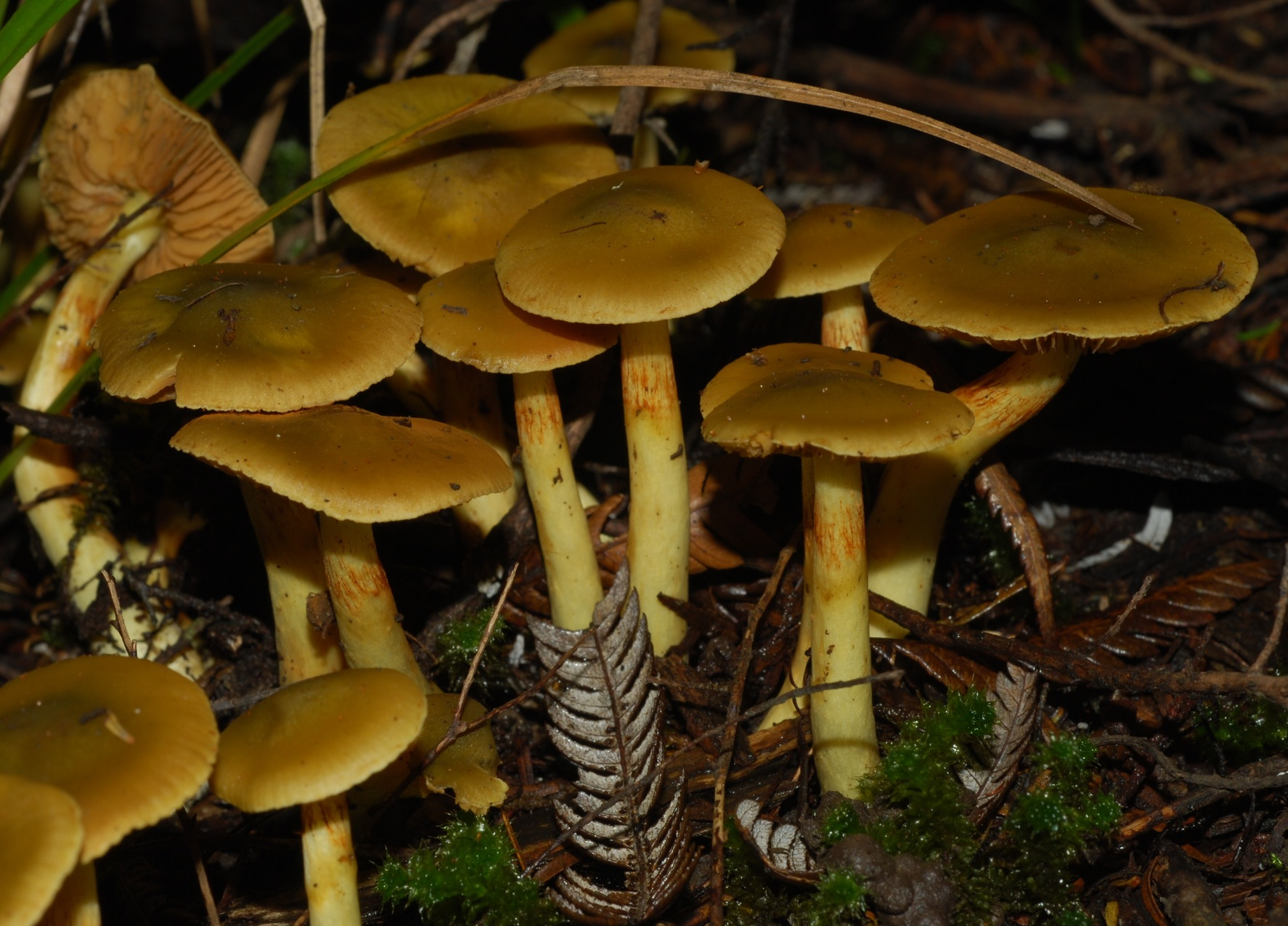
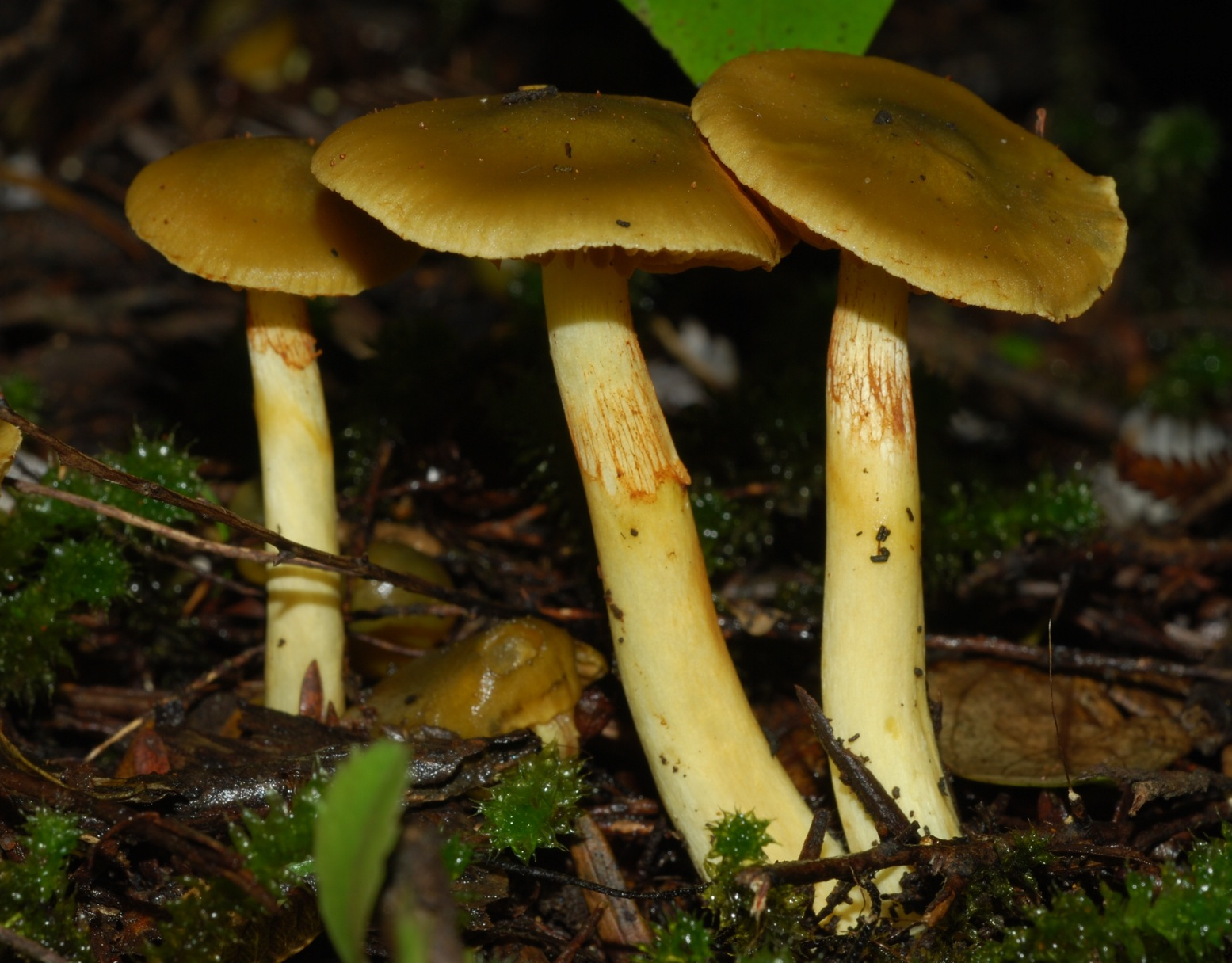
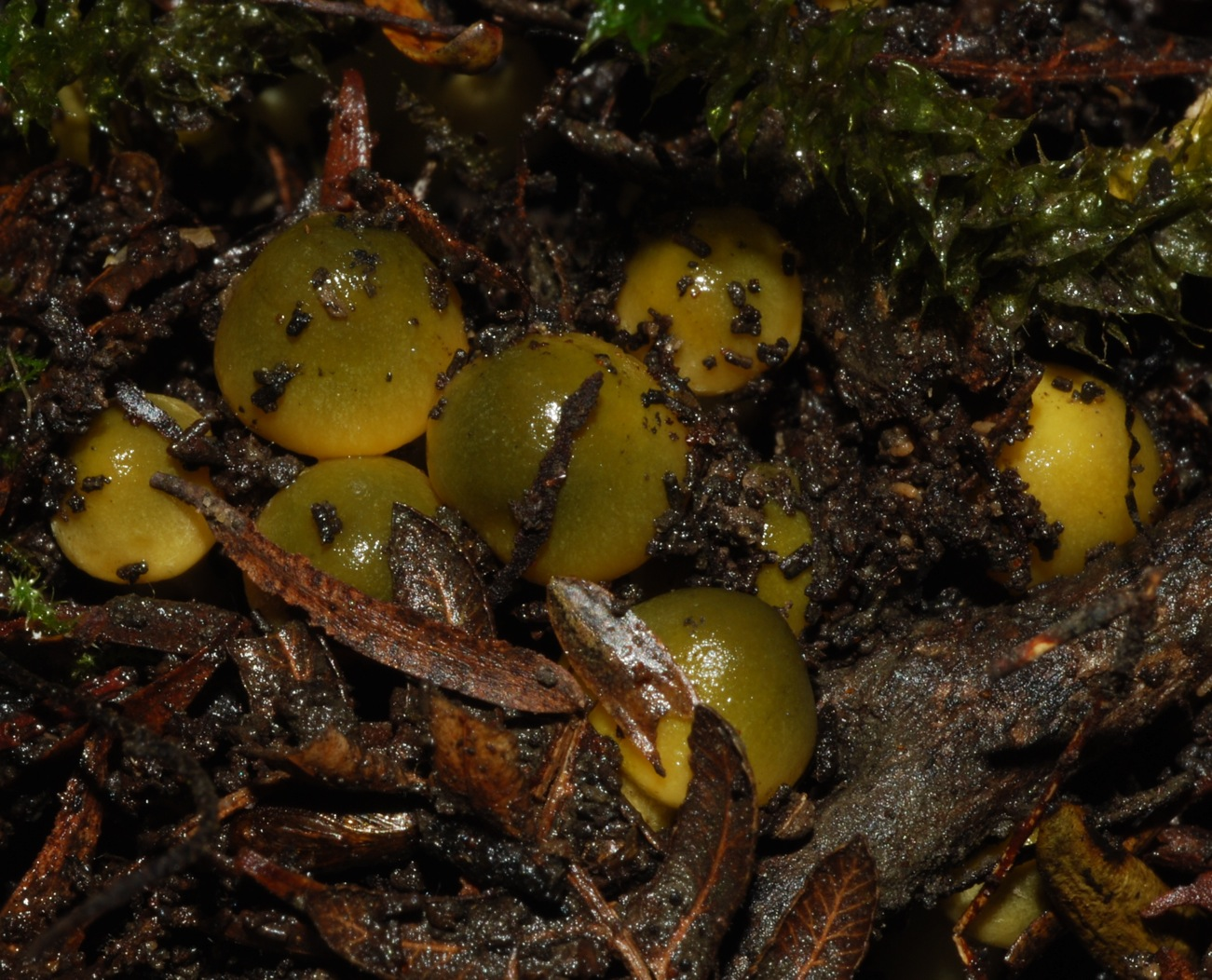